# カマドムシクイ
カマドムシクイ（学名：Seiurus aurocapillus）は、鳥類の一種。